# Thonne-les-Près
Thonne-les-Près é uma comuna francesa na região administrativa de Grande Leste, no departamento de Meuse. Estende-se por uma área de 5,42 km². Em 2010 a comuna tinha 136 habitantes (densidade: 25,1 hab./km²).